# 雙溪布洛濕地保護區
雙溪布洛濕地保護區（英語：Sungei Buloh Wetland Reserve），位於新加坡西北部，是新加坡首個刊憲（2002年）的濕地自然保護區，亦是一個有全球重要性的候鳥停留點。該保護區佔地130 ha（320 acre），於2003年被列為東協遺產公園。

## 外部連結
- National Parks Board Official site （页面存档备份，存于）
- National Parks Board Archives